# ناحیه گانگنام
گانگنام (강남; 江南 به معنی جنوب رود (هان)), یا به‌طور رسمی گانگنام-گو (강남구; 江南區) یکی از ناحیه‌های گران‌قیمت شهر سئول، کره جنوبی می‌باشد. جمعیت آن در سرشماری سال ۲۰۱۰ ۵۲۷٬۶۴۱, نفر بود که از نظر جمعیت میان مناطق سئول چهارم است و مساحت آن بالغ بر. ۳۹٫۵ km۲ است که سومین منطقه سئول به‌شمار می‌رود.